# Justicia graphophylla
Justicia graphophylla är en akantusväxtart som beskrevs av Emery Clarence Leonard. Justicia graphophylla ingår i släktet Justicia och familjen akantusväxter. Inga underarter finns listade i Catalogue of Life.